# Rosnay (Marna)
Rosnay è un comune francese di 300 abitanti situato nel dipartimento della Marna nella regione del Grand Est.

## Società

### Evoluzione demografica
Abitanti censiti